# Илма Ракуза
Илма Ракуза (на немски: Ilma Rakusa) е швейцарска писателка, авторка на разкази, стихотворения, есета, литературна критика.

## Биография
Илма Ракуза е родена през 1946 г. като дъщеря на словенец и унгарка в Римавска Собота (Словакия). Ранното си детство прекарва в Будапеща, Любляна и Триест. През 1951 г. се премества с родителите си в Швейцария. Основно и гимназиално образование получава в Цюрих. Полага матура и от 1965 до 1971 г. следва славистика и романистика в Цюрих, Париж и Ленинград.
През 1971 г. защитава дисертация на тема „Мотивът за самотата в руската литература“ и става доктор по философия. От 1971 до 1977 г. е асистентка в катедрата по славистика в Цюрихския университет, където преподава от 1977 до 2006 г.
През 1977 г. Ракуза дебютира като писателка със стихосбирката „Като зима“ („Wie Winter“). Оттогава публикува множество стихосбирки, събрани разкази и есета.
Създава си име на преводачка на художествена литература от френски, руски, сърбохърватски и унгарски, а също на публицистка – „Нойе Цюрхер Цайтунг“, „Ди Цайт“ и др.
Ракуза е член на Немската академия за език и литература в Дармщат. Работата ѝ е отличена с престижни награди и стипендии.
Днес Илма Ракуза живее в Цюрих като писателка на свободна практика.

## Награди и отличия
- 1987: Hieronymus-Ring durch den Verband deutschsprachiger Übersetzer literarischer und wissenschaftlicher Werke VdÜ; sie gab ihn weiter an Sylvia List
- 1991: Награда „Петрарка“ за художествен превод
- 1995: Swiss Writer-in-residence Max Kade Institute USC Los Angeles
- 1998: Leipziger Buchpreis zur Europäischen Verständigung (Anerkennungspreis)
- 1998: „Шилерова награда на Цюрихската кантонална банка“
- 2003: Pro Cultura Hungarica
- 2003: Награда „Аделберт фон Шамисо“
- 2004: Johann-Jakob-Bodmer-Medaille der Stadt Zürich
- 2005: Preis des internationalen Literaturfestival Vilenica (SLO)
- 2005: Chamisso-Poetikdozentur des Mitteleuropazentrums der Technischen Universität Dresden und der Sächsischen Akademie der Künste
- 2009: „Швейцарска награда за книга“ für Mehr Meer. Erinnerungspassagen
- 2010/2011: Fellow am Wissenschaftskolleg zu Berlin
- 2015: Награда „Манес Шпербер“[3]
- 2017: „Берлинска литературна награда“